# Lorenzo Fontana (remero)
Lorenzo Fontana (Gravedona, 28 de agosto de 1996) es un deportista italiano que compite en remo.
Ganó una medalla de plata en el Campeonato Mundial de Remo de 2019 y una medalla de oro en el Campeonato Europeo de Remo de 2019, en la prueba de cuatro scull ligero.

## Palmarés internacional
| Campeonato Mundial | Campeonato Mundial   | Campeonato Mundial | Campeonato Mundial  |
| Año                | Lugar                | Medalla            | Prueba              |
| ------------------ | -------------------- | ------------------ | ------------------- |
| 2019               | Ottensheim (Austria) | Medalla de plata   | Cuatro scull ligero |
| Campeonato Europeo |                      |                    |                     |
| Año                | Lugar                | Medalla            | Prueba              |
| 2019               | Lucerna (Suiza)      | Medalla de oro     | Cuatro scull ligero |